# Jan Kazimierz Kruszewski

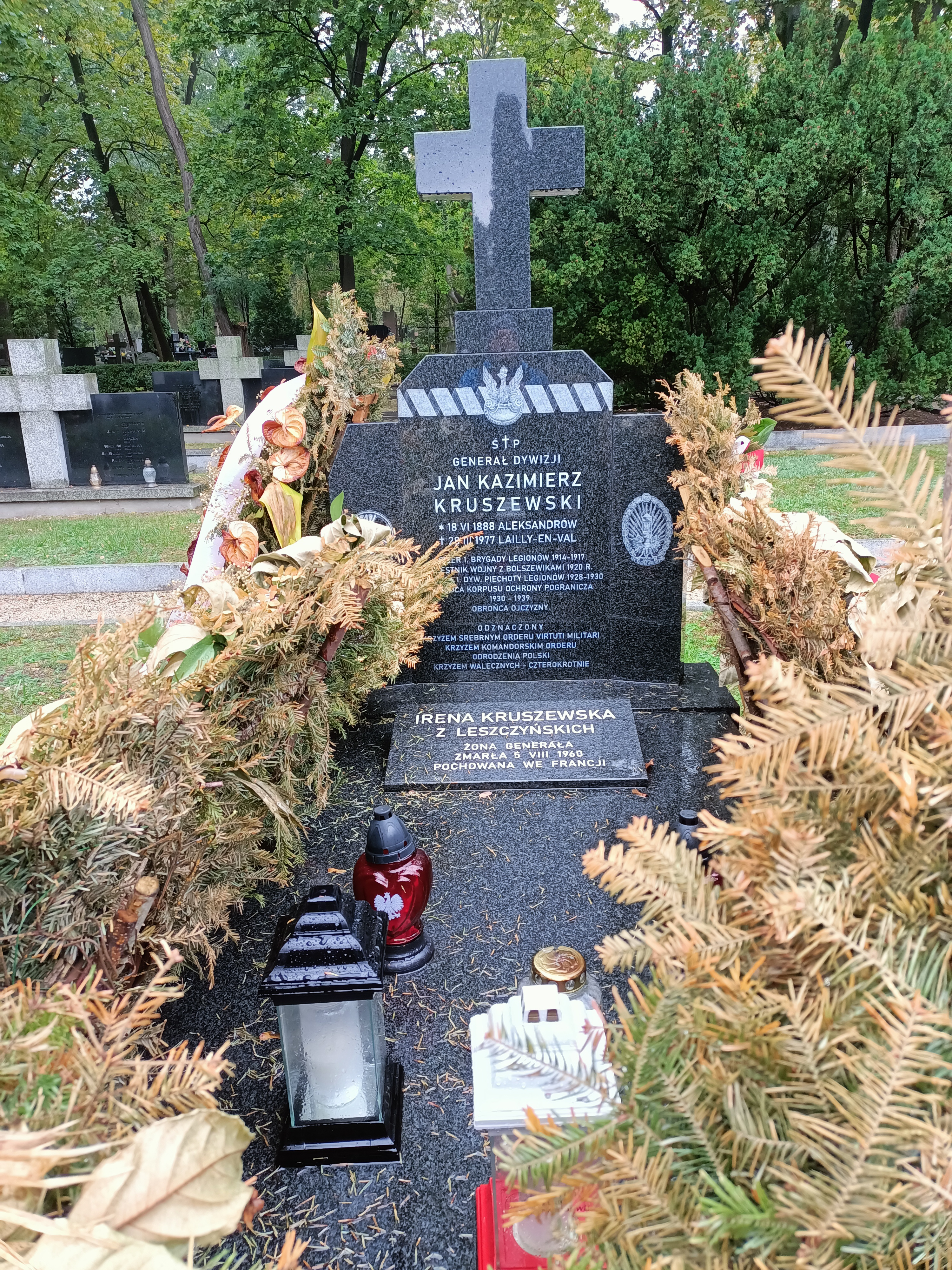
Grób Jana Kazimierza Kruszewskiego na cmentarzu Wojskowym na Powązkach

Jan Kazimierz Kruszewski (ur. 18 czerwca 1888 w Aleksandrowie, zm. 28 marca 1977 w Lailly-en-Val) – generał brygady Wojska Polskiego. 

## Życiorys

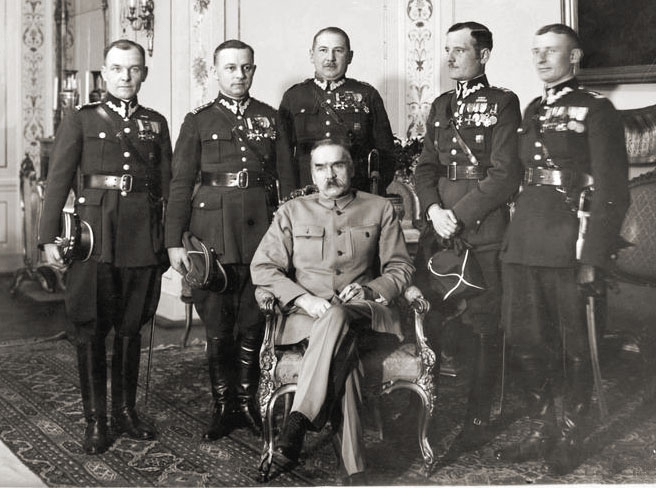
Józef Piłsudski z oficerami 1 DPLeg. Od lewej płk Stefan Biestek, płk Jan Kruszewski, płk dypl. Teodor Furgalski, ppłk Zygmunt Wenda, ppłk Władysław Filipkowski

Jan Kruszewski urodził się 18 czerwca 1888 w Aleksandrowie (Pokrytki), w ówczesnej guberni płockiej, w rodzinie Kazimierza Józefa, ziemianina, i Wiktorii z Kołakowskich. W 1907 otrzymał świadectwo dojrzałości w Gimnazjum Polskiej Macierzy Szkolnej w Płocku. Studiował medycynę w Krakowie i Genewie, działał w Związku Strzeleckim.
Od sierpnia 1914 do lipca 1917 służył w Legionach Polskich, był między innymi dowódcą IV plutonu w 1 kompanii kadrowej, dowódcą kompanii w 1 pułku piechoty, dowódcą szkoły oficerskiej w I Brygadzie, komendantem kursu wyszkolenia. Po kryzysie przysięgowym został internowany w Beniaminowie.
Od kwietnia do listopada 1918 był dowódcą kompanii w 2 pułku piechoty Polskiej Siły Zbrojnej. Od listopada 1918 do stycznia 1919 był dowódcą batalionu w obozie rekrutacyjnym Jabłonna. Od stycznia do marca 1919 był dowódcą Grupy Jabłonna w Warszawie. Od kwietnia 1919 do października 1926 był dowódcą batalionu, a następnie dowódcą 1 pułku piechoty Legionów, a od października 1920 także pełnił obowiązki dowódcy I Brygady Piechoty Legionów. 11 czerwca 1920 zatwierdzony został w stopniu podpułkownika z dniem 1 kwietnia tego roku, a 3 maja 1922 został zweryfikowany w tym stopniu ze starszeństwem z dniem 1 czerwca 1919. 31 marca 1924 awansował na pułkownika ze starszeństwem z dniem 1 lipca 1923 i 9. lokatą w korpusie oficerów piechoty.
Od października 1926 do marca 1928 był dowódcą piechoty dywizyjnej 1 Dywizji Piechoty Legionów. Od marca 1928 do października 1930 był dowódcą 1 Dywizji Piechoty Legionów. Od 14 października 1930 do sierpnia 1939 był dowódcą Korpusu Ochrony Pogranicza. 10 listopada 1930 Prezydent Rzeczypospolitej Ignacy Mościcki nadał mu stopień generała brygady ze starszeństwem z dniem 1 stycznia 1931 i 1. lokatą w korpusie generałów. Jednocześnie zezwolił mu na nałożenie oznak nowego stopnia przed 1 stycznia 1931.
Został osadnikiem wojskowym w kolonii Koweniów (powiat wilejski). Na początku 1927 został przewodniczącym komisji rewizyjnej Związku Piłki Nożnej w Wilnie. Od 1936 był zastępcą Komendanta Naczelnego Związku Legionistów Polskich, płk. dypl. Adama Koca, a po jego przejściu na dłuższy urlop w styczniu 1938 objął funkcję prezesa ZLP.

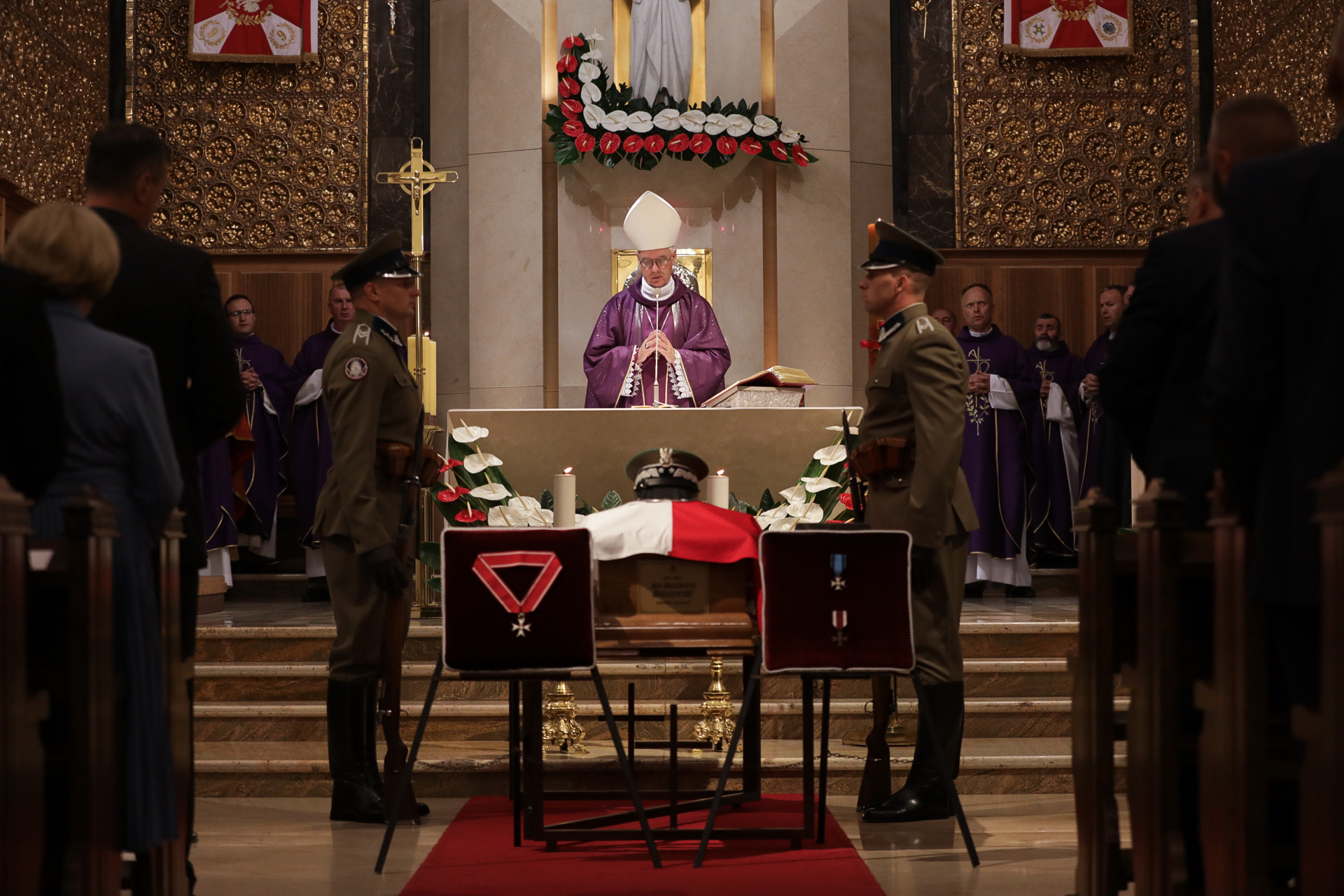
Pogrzeb gen. Jana Kazimierza Kruszewskiego w 2024 r.

We wrześniu 1939 był dowódcą Grupy Operacyjnej w Armii Odwodowej „Prusy”. Po kampanii wrześniowej był w niewoli niemieckiej (m.in. jeniec obozu VII A Murnau), a po uwolnieniu osiedlił się we Francji.
Zmarł w Domu Spokojnej Starości Polskiego Funduszu Humanitarnego w Lailly-en-Val i został pochowany na miejscowym cmentarzu. W 2024 r. szczątki generała Kruszewskiego zostały sprowadzone przez Instytut Pamięci Narodowej do Polski. 12 września zostały złożone w Alei Zasłużonych Cmentarza Wojskowego na Powązkach w Warszawie.
2 września 2024 prezydent RP Andrzej Duda postanowieniem nr 112.64.2024 mianował pośmiertnie generała brygady Jana Kazimierza Kruszewskiego na stopień generała dywizji. 

## Ordery i odznaczenia
- Krzyż Srebrny Orderu Wojskowego Virtuti Militari (16 lutego 1921)[9][10]
- Krzyż Komandorski Orderu Odrodzenia Polski (8 listopada 1930)[9][11]
- Krzyż Niepodległości (9 listopada 1931)[12]
- Krzyż Oficerski Orderu Odrodzenia Polski (9 listopada 1926)[13][9][14]
- Krzyż Walecznych (czterokrotnie)[9]
- Złoty Krzyż Zasługi (dwukrotnie: 17 marca 1930[9][15], 10 czerwca 1939[16])
- Medal Pamiątkowy za Wojnę 1918–1921[9]
- Medal Dziesięciolecia Odzyskanej Niepodległości[9]
- Odznaka za Rany i Kontuzje[17]
- Odznaka Pamiątkowa „Pierwszej Kadrowej”[18]
- Odznaka „Za wierną służbę”[17]

- Oficer Orderu Legii Honorowej (Francja)[9]
- Order Pogromcy Niedźwiedzia III klasy (Łotwa)[9]
- Medal 10 Rocznicy Wojny Niepodległościowej (Łotwa, 1929)[19][9]